# Параньгинський район
Параньги́нський район (рос. Параньгинский район, марій. Параньга кундем) — адміністративна одиниця Республіки Марій Ел Російської Федерації.
Адміністративний центр — селище міського типу Параньга.

## Населення
Населення району становить 14232 особи (2019, 16307 у 2010, 17847 у 2002).

## Адміністративно-територіальний поділ
На території району 1 міське та 8 сільських поселення:
| Поселення                              | Площа, км² | Населення, осіб (2002) | Населення, осіб (2010) | Населення, осіб (2019) | Центр         | Населені пункти |
| -------------------------------------- | ---------- | ---------------------- | ---------------------- | ---------------------- | ------------- | --------------- |
| Параньгинське міське поселення         | 106,57     | 6962                   | 6227                   | 5498                   | Параньга      | 2               |
| Алашайське сільське поселення          | 98,93      | 1714                   | 1518                   | 1240                   | Алашайка      | 5               |
| Єлеєвське сільське поселення           | 68,54      | 1795                   | 1730                   | 1497                   | Єлеєво        | 8               |
| Ілетське сільське поселення            | 131,05     | 763                    | 586                    | 496                    | Ілеть         | 4               |
| Ільпанурське сільське поселення        | 48,91      | 901                    | 826                    | 687                    | Ільпанур      | 6               |
| Куракінське сільське поселення         | 56,83      | 1535                   | 1632                   | 1506                   | Куракіно      | 7               |
| Портянурське сільське поселення        | 68,08      | 1532                   | 1319                   | 1106                   | Портянур      | 2               |
| Русько-Ляжмаринське сільське поселення | 76,78      | 1002                   | 889                    | 783                    | Руська Ляжмар | 8               |
| Усолинське сільське поселення          | 135,97     | 1643                   | 1580                   | 1419                   | Усола         | 7               |

## Найбільші населені пункти
Найбільші населені пункти з чисельністю населення понад 1000 осіб:
| № | Населений пункт | Населення, осіб (2002) | Населення, осіб (2010) |
| - | --------------- | ---------------------- | ---------------------- |
| 1 | Параньга        | 6 716                  | 5 985                  |